# 唐橋在家
唐橋 在家（からはし ありいえ）は、江戸時代中期の公卿。唐橋在廉の子。官位は正二位・権大納言。唐橋家25代当主。号は蘭園。

## 経歴
在家は江戸期の有職故実の研究でつとに知られる。元服について記した『冠儀浅寡抄』、笏について記した『畢用録』、高齢公卿の装束について記した『宿徳装束抄』、狩衣について記した『布衣群色便蒙抄』ほか著書を数多く残した。『宿徳装束抄』や『布衣群色便蒙抄』には生地について近世の通説を疑う研究的態度が見られるなど、考証的志向がある。永田忠原と親しく、子・在熙は忠原の弟子であった。日記に『蘭園記草』がある。また彼の逸話は『閑窓自語』に見える。

## 系譜
- 父：唐橋在廉
- 母：不詳
- 正室：黒田長貞娘
  - 男子：唐橋在熙
  - 三男：黒田豊熈 - 秋月黒田家分家
- 生母不明の子女
  - 男子：五条為徳 - 五条為俊の養子、室は広橋伊光娘
  - 女子：光子 - 大原重尹室、大原重徳生母
  - 男子：堯道 - 清凉寺住持
  - 女子：文子 - 北野天満宮社僧松梅院禅泰室
  - 女子：就子 - 杵築国造室